# Mauremys pritchardi
Mauremys pritchardi är en sköldpaddsart som beskrevs av  Mccord 1997. Mauremys pritchardi ingår i släktet Mauremys och familjen Geoemydidae. Inga underarter finns listade i Catalogue of Life.
Populationens taxonomiska status är omstridd. Enligt Reptile Database är Mauremys pritchardi ett synonym till Mauremys mutica eller till Mauremys reevesii.